# Seznam slovaških skladateljev
Seznam slovaških skladateljev.

## B
- Ján Levoslav Bella
- Juraj Beneš (1940-2004)

## C
- Jan Cikker

## D
- Gejza Dusík

## F
- Viliam Figuš-Bystrý
- Juraj Filas
- Tibor Frešo

## K
- Frico Kafenda
- Ladislav Kupkovič

## M
- Alexander Moyzes
- Peter Machajdik

## R
- Ľudovít Rajter

## S
- Mikuláš Schneider-Trnavský
- Eugen Suchoň

## V
- Ján Valašťan Dolinský